# Bronibór
Bronibór – wieś w Polsce, położona w województwie wielkopolskim, w powiecie kaliskim, w gminie Szczytniki.
| SIMC    | Nazwa                | Rodzaj    |
| ------- | -------------------- | --------- |
| 0209906 | Rudunki Szczytnickie | część wsi |

W latach 1975–1998 wieś należała administracyjnie do województwa kaliskiego.